# Svenskt Travderby 2015
Svenskt Travderby 2015 var den 88:e upplagan av Svenskt Travderby, som gick av stapeln söndagen den 6 september 2015 på Jägersro i Malmö i Skåne län. Uttagningsloppen till finalen ägde rum den 25 augusti 2015 på Jägersro.
Finalen vanns av loppets förhandsfavorit Conlight Ås, körd av Erik Adielsson och tränad av Svante Båth. På andraplats kom Västerbo Eclair och på tredjeplats Flex Lane.

## Upplägg och genomförande
I Svenskt Travderby deltar fyraåriga, svenskfödda varmblodiga travhästar. Kvalet till finalen görs drygt en vecka före via sex uttagningslopp, där de tolv travare som kommer på första- respektive andraplats i varje heat går vidare till finalen. Desto bättre placering i uttagningsloppet, desto tidigare får hästens tränare välja startspår inför finalen. Distansen i samtliga lopp är 2 640 meter med autostart. Den vinnande kusken och hästens ägare får traditionsenligt en gul derbykavaj i vinnarcirkeln.

## Finalen
| P  | S  | Häst              | Kusk               | Tränare            | Land    | Odds | Tid    |
| -- | -- | ----------------- | ------------------ | ------------------ | ------- | ---- | ------ |
| 1  | 5  | Conlight Ås       | Erik Adielsson     | Svante Båth        | Sverige | 4,28 | 1.13,6 |
| 2  | 3  | Västerbo Eclair   | Joakim Lövgren     | Joakim Lövgren     | Sverige | 7,6  | 1.13,6 |
| 3  | 9  | Flex Lane         | Johan Untersteiner | Johan Untersteiner | Sverige | 9,2  | 1.13,6 |
| 4  | 4  | From Dust To Dawn | Johnny Takter      | Lars I. Nilsson    | Sverige | 14,2 | 1.13,7 |
| 5  | 8  | Global Revenge    | Ulf Ohlsson        | Markus Pihlström   | Sverige | 26,3 | 1.13,8 |
| 6  | 12 | Orion Tilly       | Johan Untersteiner | Peter Untersteiner | Sverige | 13,3 | 1.13,9 |
| 7  | 10 | Orakel Face       | Lutfi Kolgjini     | Lutfi Kolgjini     | Sverige | 19,6 | 1.13,9 |
| 8  | 2  | Carabineri        | Peter Untersteiner | Peter Untersteiner | Sverige | 4,3  | 1.14,0 |
| 9  | 7  | Al Dente          | Örjan Kihlström    | Catarina Lundström | Sverige | 8,0  | 1.15,8 |
| 10 | 11 | Emmett Brown      | Björn Goop         | Stig H. Johansson  | Sverige | 9,8  | g      |
| 11 | 1  | Serious Try       | Henrik Svensson    | Henrik Svensson    | Sverige | 16,1 | g      |
| 12 | 6  | Enrico di Quattro | Peter Ingves       | Petri Puro         | Sverige | 37,2 | g      |